# 나이토신주쿠정
나이토신주쿠정(内藤新宿町)은 도쿄부 도요타마군 일찍이 존재했던 정이다. 현재의 신주쿠구에 해당한다.

## 지리
- 무사시노 대지 중 하나인 요도바시대에 위치하고 있어 평평하다.

## 역사
- 1889년 5월 1일 - 정촌제 시행에 의해 도신주쿠1초메, 내도신주쿠2초메, 내도신주쿠3초메, 내도신주쿠키타정, 내도신주쿠반슈정, 내도신주쿠키타유라정, 내도신주쿠미나미초 및 내도신주쿠소지정이 합병해 미나미토시마군 나이토신주쿠정이 성립하였다.. 동시에 내도신주쿠소지정의 비지가 미나미토시마군 요도바시정 오아자카쿠스쿠(현재의 니시신주쿠1초메의 일부)에 편입되었다.
- 1891년 3월 18일 - 오키도의 일부가 요쓰야구에 편입되어 요쓰야나이토정이 성립하였다.
- 1896년 4월 1일 - 미나미토시마군이 통합에 의해 도요타마군이 성립하였다.
- 1920년 4월 1일 - 도쿄시 요쓰야구에 편입되어 소멸하였다.

## 교통

### 철도
- 도쿄시전
  - 신주쿠선